# Pruniers-en-Sologne
Ne doit pas être confondu avec Pruniers.
Pruniers-en-Sologne est une commune française située dans le département de Loir-et-Cher, en région Centre-Val de Loire.
Localisée au sud du département, la commune fait partie de la petite région agricole « la Grande Sologne », vaste étendue de bois et de prés aux récoltes médiocres.
L'occupation des sols est marquée par l'importance des espaces agricoles et naturels qui occupent la quasi-totalité du territoire communal. Plusieurs espaces naturels d'intérêt sont présents dans la commune : un site natura 2000, deux zones naturelles d'intérêt écologique, faunistique et floristique (ZNIEFF) et un espace naturel sensible. En 2010, l'orientation technico-économique de l'agriculture de la commune est la culture des céréales et des oléoprotéagineux. À l'instar du département, dont le quart des exploitations a disparu en dix années, le nombre d'exploitations agricoles a fortement diminué, chutant de trente-huit en 1988, à quatorze en 2000, puis à douze en 2010.

## Géographie

### Localisation et communes limitrophes
La commune de Pruniers-en-Sologne se trouve au sud du département de Loir-et-Cher, dans la petite région agricole de la Grande Sologne,. À vol d'oiseau, elle se situe à 39,3 km  de Blois, préfecture du département, à 7,2 km de Romorantin-Lanthenay, sous-préfecture, et à 9,9 km de Selles-sur-Cher, chef-lieu du canton de Selles-sur-Cher dont dépend la commune depuis 2015. La commune fait en outre partie du bassin de vie de Romorantin-Lanthenay.
Les communes les plus proches sont :
Gièvres (5,1 km), Lassay-sur-Croisne (6,8 km), Gy-en-Sologne (7,1 km), Romorantin-Lanthenay (7,2 km), Chabris (7,6 km)(Indre), La Chapelle-Montmartin (7,7 km), Villefranche-sur-Cher (8,2 km), Saint-Julien-sur-Cher (8,8 km) et Selles-sur-Cher (9,9 km).
| Mur-de-Sologne Lassay-sur-Croisne | Veilleins           | Romorantin-Lanthenay  |
| Gy-en-Sologne Billy               | Pruniers-en-Sologne |                       |
| Selles-sur-Cher                   | Gièvres             | Villefranche-sur-Cher |

### Découpage territorial

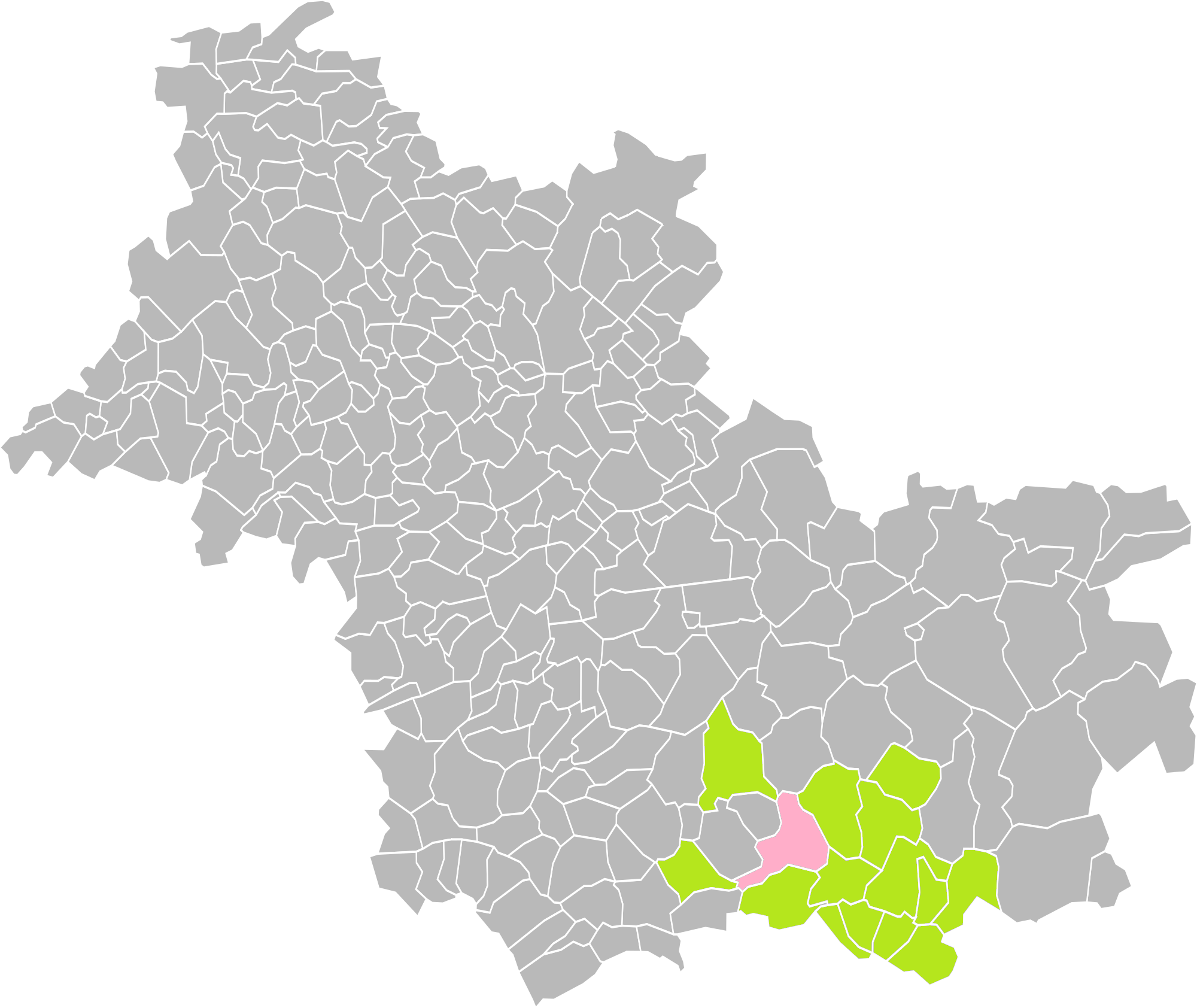
Pruniers-en-Sologne dans l'intercommunalité en 2016.
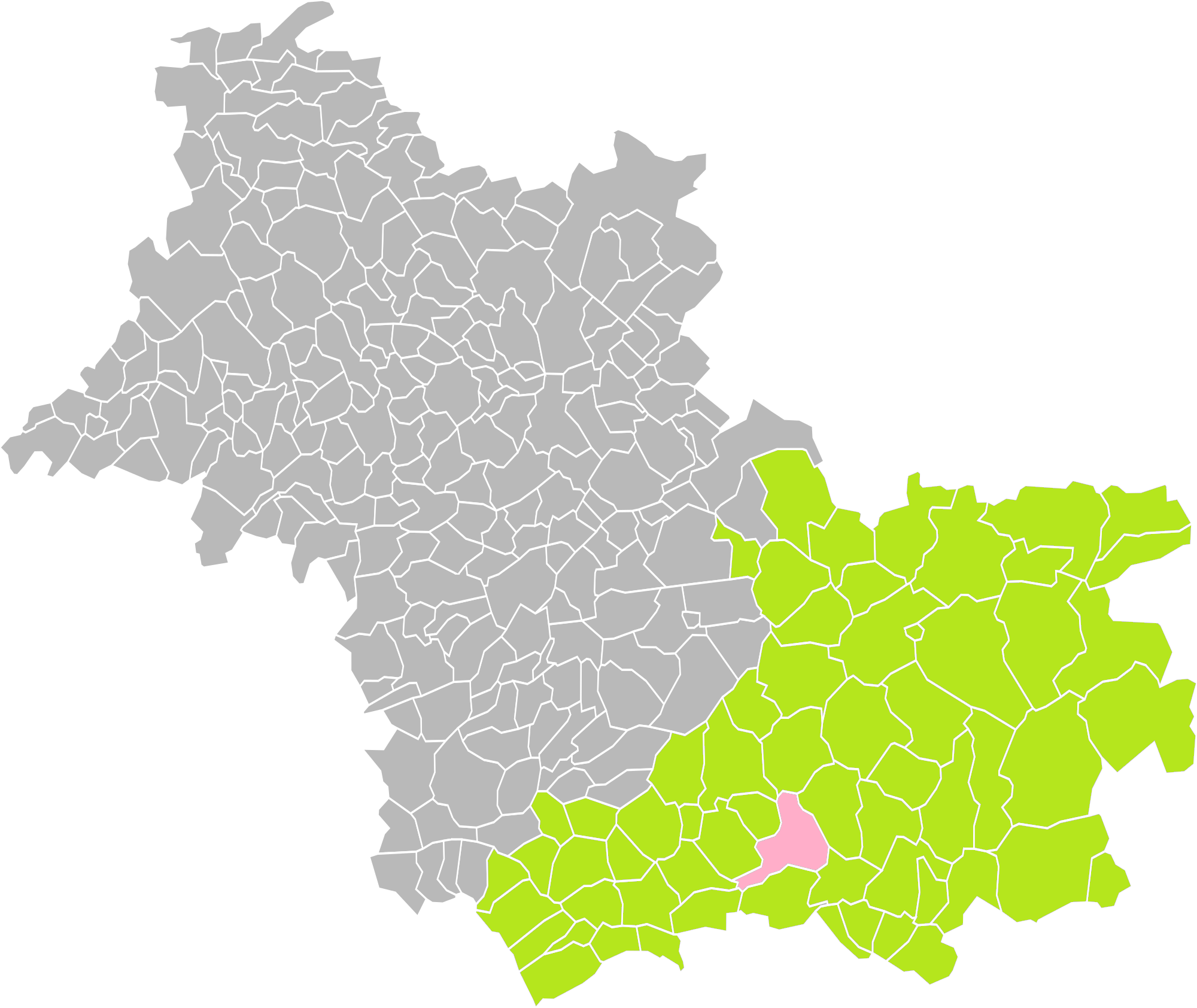
Pruniers-en-Sologne dans l'arrondissement de Romorantin-Lanthenay en 2016.
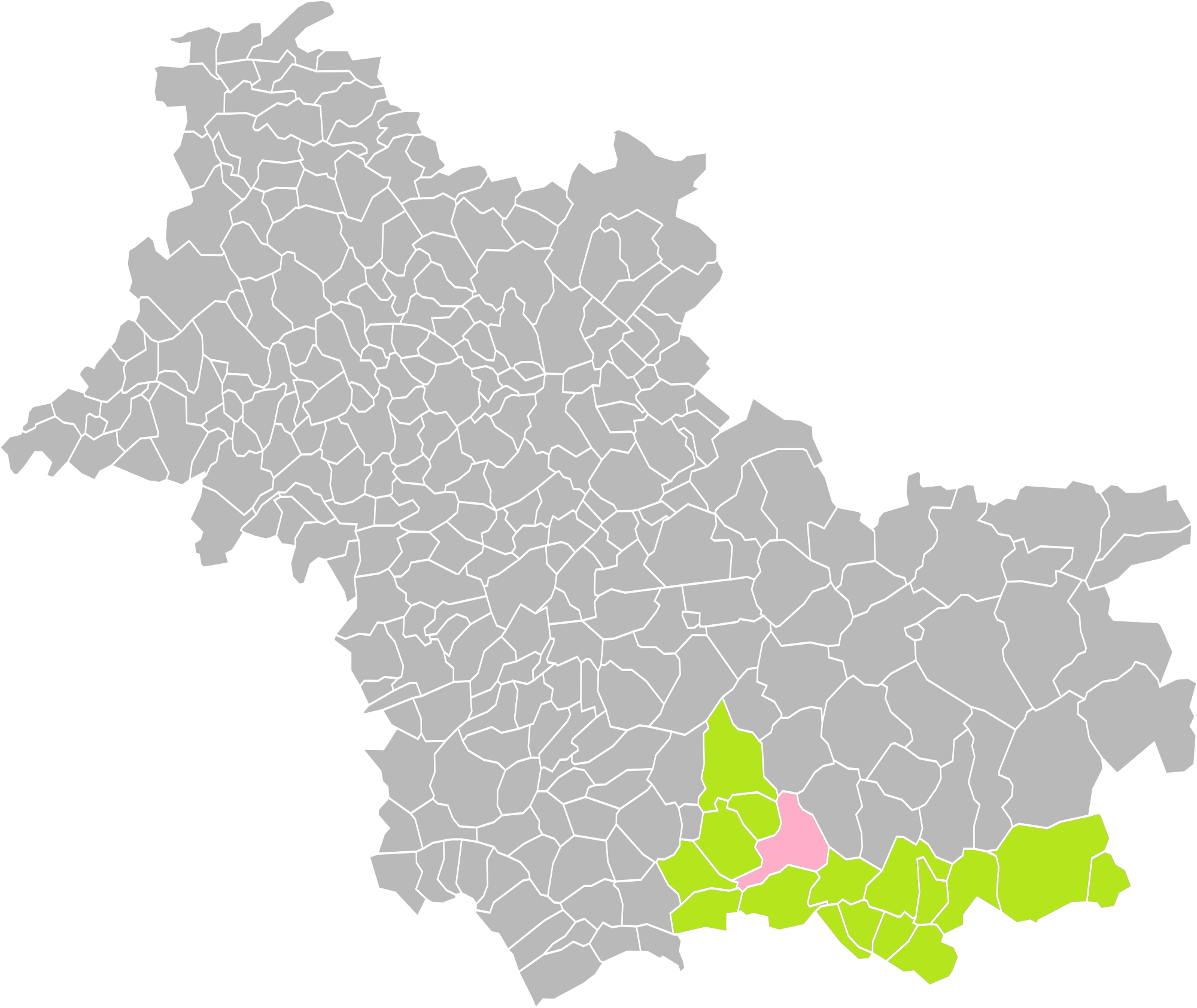
Pruniers-en-Sologne dans le canton de Selles-sur-Cher en 2016.

### Paysages et relief
Dans le cadre de la Convention européenne du paysage, adoptée le 20 octobre 2000 et entrée en vigueur en France le 1er juillet 2006, un atlas des paysages de Loir-et-Cher a été élaboré en 2010 par le CAUE de Loir-et-Cher, en collaboration avec la DIREN Centre (devenue DREAL en 2011), partenaire financier. Les paysages du département s'organisent ainsi en huit grands ensembles et 25 unités de paysage,. La commune fait partie de l'unité de paysage de « la Grande Sologne », dans la Sologne.
À l'échelle régionale, le très important taux de boisement de la Sologne en fait une sorte de gigantesque île de verdure au cœur d'un océan de cultures, entre Beauce et Champagne Berrichonne. La Grande Sologne, localisée au sud-est, entre les vallées de la Loire et du Cher, occupe à elle seule un tiers environ du Loir-et-Cher. Elle déborde ses limites en s'étendant sur le Loiret et le Cher, rejoignant la Forêt d'Orléans au nord-est et couvrant la plus grande partie du coude de la Loire jusqu'aux portes de Bourges, au sud.
L'altitude du territoire communal varie de 74 mètres à 111 mètres,.

### Hydrographie

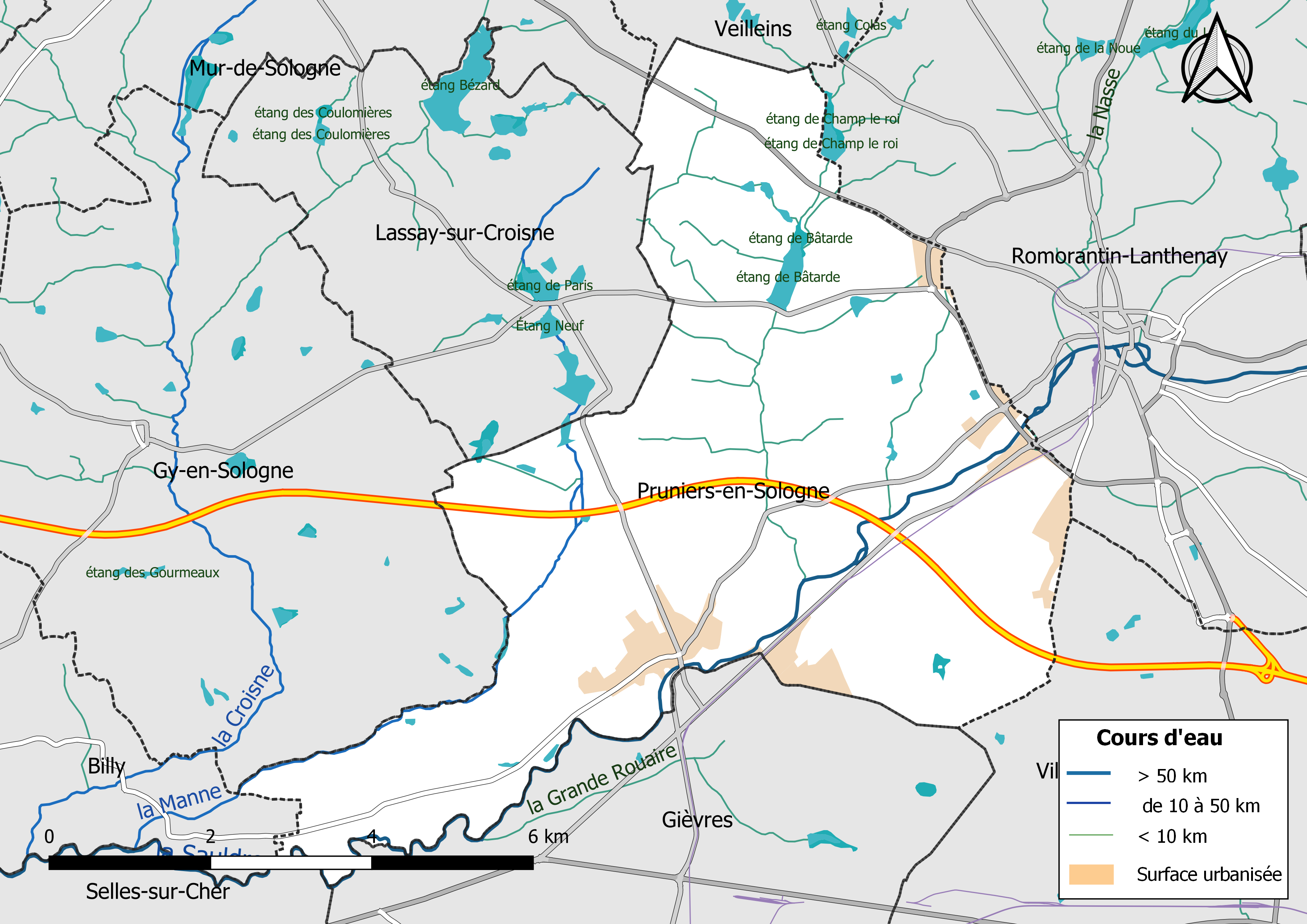
Réseau hydrographique de Pruniers-en-Sologne.

La commune est drainée par la Sauldre (7,802 km), la Manne ruisseau la bâtarde et par divers petits cours d'eau, constituant un réseau hydrographique de 41,5 km de longueur totale.
La Sauldre traverse la commune du nord-est vers le sud-ouest. D'une longueur totale de 183,1 km, il prend sa source dans la commune de Humbligny (Cher) et se jette dans le Cher à Selles-sur-Cher (Loir-et-Cher), après avoir traversé 29 communes.
Sur le plan piscicole, ce cours d'eau est classé en première catégorie, où le peuplement piscicole dominant est constitué de salmonidés (truite, omble chevalier, ombre commun, huchon).

### Climat
Pour des articles plus généraux, voir Climat du Centre-Val de Loire et Climat de Loir-et-Cher.
En 2010, le climat de la commune est de type climat océanique dégradé des plaines du Centre et du Nord, selon une étude du CNRS s'appuyant sur une série de données couvrant la période 1971-2000. En 2020, Météo-France publie une typologie des climats de la France métropolitaine dans laquelle la commune est exposée à un climat océanique altéré et est dans la région climatique Centre et contreforts nord du Massif Central, caractérisée par un air sec en été et un bon ensoleillement.
Pour la période 1971-2000, la température annuelle moyenne est de 11,5 °C, avec une amplitude thermique annuelle de 15,3 °C. Le cumul annuel moyen de précipitations est de 664 mm, avec 10,8 jours de précipitations en janvier et 6,8 jours en juillet. Pour la période 1991-2020, la température moyenne annuelle observée sur la station météorologique de Météo-France la plus proche, « Romorantin-Pruniers », sur la commune de Gièvres à 5 km à vol d'oiseau, est de 11,6 °C et le cumul annuel moyen de précipitations est de 695,7 mm,. Pour l'avenir, les paramètres climatiques de la commune estimés pour 2050 selon différents scénarios d'émission de gaz à effet de serre sont consultables sur un site dédié publié par Météo-France en novembre 2022.

### Milieux naturels et biodiversité

#### Sites Natura 2000
Le réseau Natura 2000 est un réseau écologique européen de sites naturels d'intérêt écologique élaboré à partir des Directives « Habitats » et « Oiseaux ». Ce réseau est constitué de Zones spéciales de conservation (ZSC) et de Zones de protection spéciale (ZPS). Dans les zones de ce réseau, les États membres s'engagent à maintenir dans un état de conservation favorable les types d'habitats et d'espèces concernés, par le biais de mesures réglementaires, administratives ou contractuelles. L'objectif est de promouvoir une gestion adaptée des habitats tout en tenant compte des exigences économiques, sociales et culturelles, ainsi que des particularités régionales et locales de chaque État membre. Les activités humaines ne sont pas interdites, dès lors que celles-ci ne remettent pas en cause significativement l'état de conservation favorable des habitats et des espèces concernés. Une partie du territoire communal est incluse dans le site Natura 2000 :
la « Sologne », d'une superficie de 346 184 ha.

#### Zones naturelles d'intérêt écologique, faunistique et floristique
L'inventaire des zones naturelles d'intérêt écologique, faunistique et floristique (ZNIEFF) a pour objectif de réaliser une couverture des zones les plus intéressantes sur le plan écologique, essentiellement dans la perspective d'améliorer la connaissance du patrimoine naturel national et de fournir aux différents décideurs un outil d'aide à la prise en compte de l'environnement dans l'aménagement du territoire. Le territoire communal de Pruniers-en-Sologne comprend deux ZNIEFF :
- les « Landes, mares et boisements du Chêne » (20,12 ha)[27] ;
- les « Pelouses de l'aérodrome de Romorantin-Pruniers » (107,28 ha)[28].

#### Espaces naturels sensibles
Dans le cadre de sa politique environnementale, le Conseil départemental labellise certains sites au patrimoine naturel remarquable, les « espaces naturels sensibles », dans le but de les préserver, les faire connaître et les valoriser. Vingt-six sites sont ainsi identifiés dans le département dont un situé sur le territoire communal : le « Terrain communal du Chêne », présentant une mosaïque de milieux secs et humides.

Cartes des Znieff et site Natura 2000.
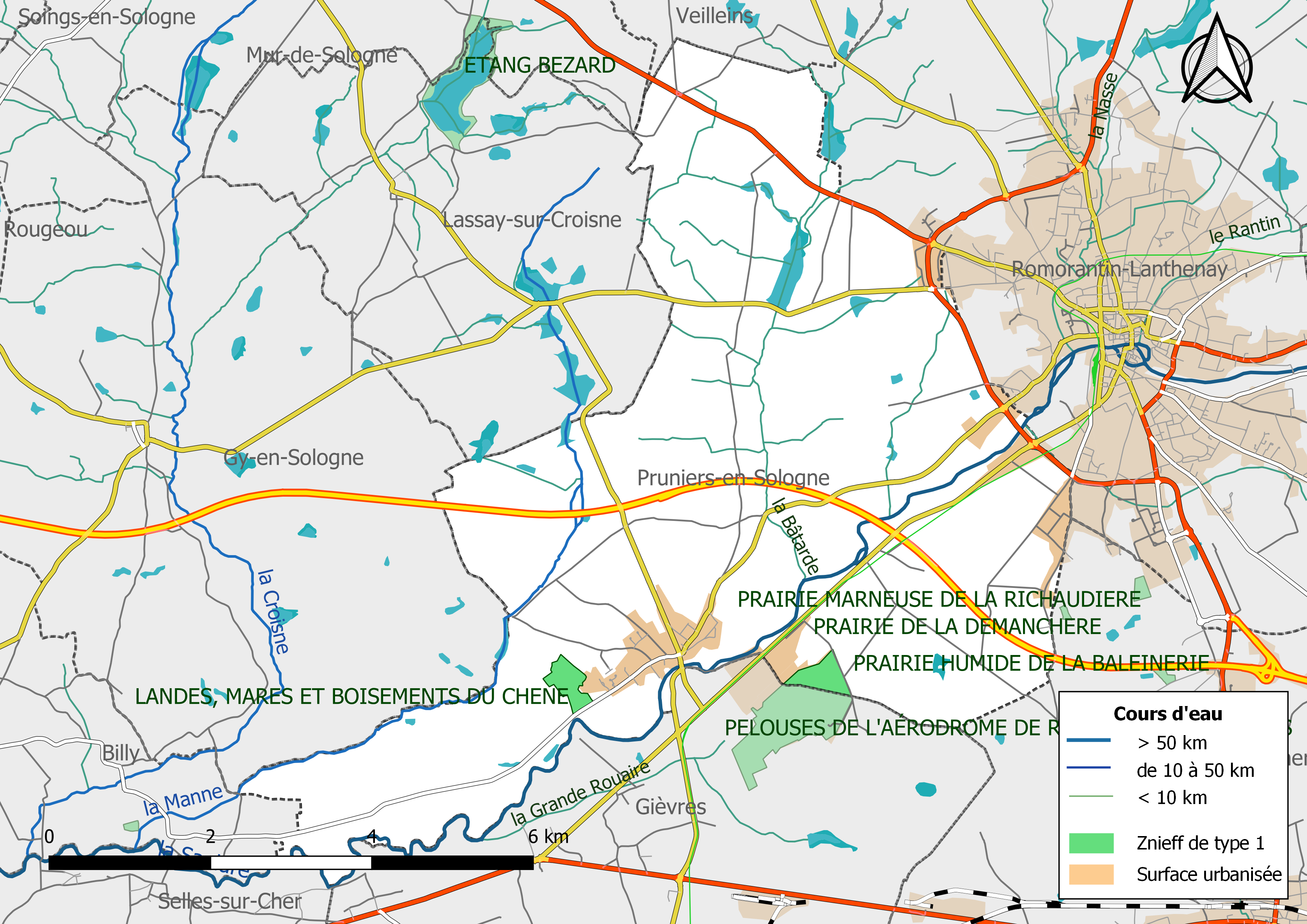
Carte des ZNIEFF de type 1 localisées dans la commune[Note 2].
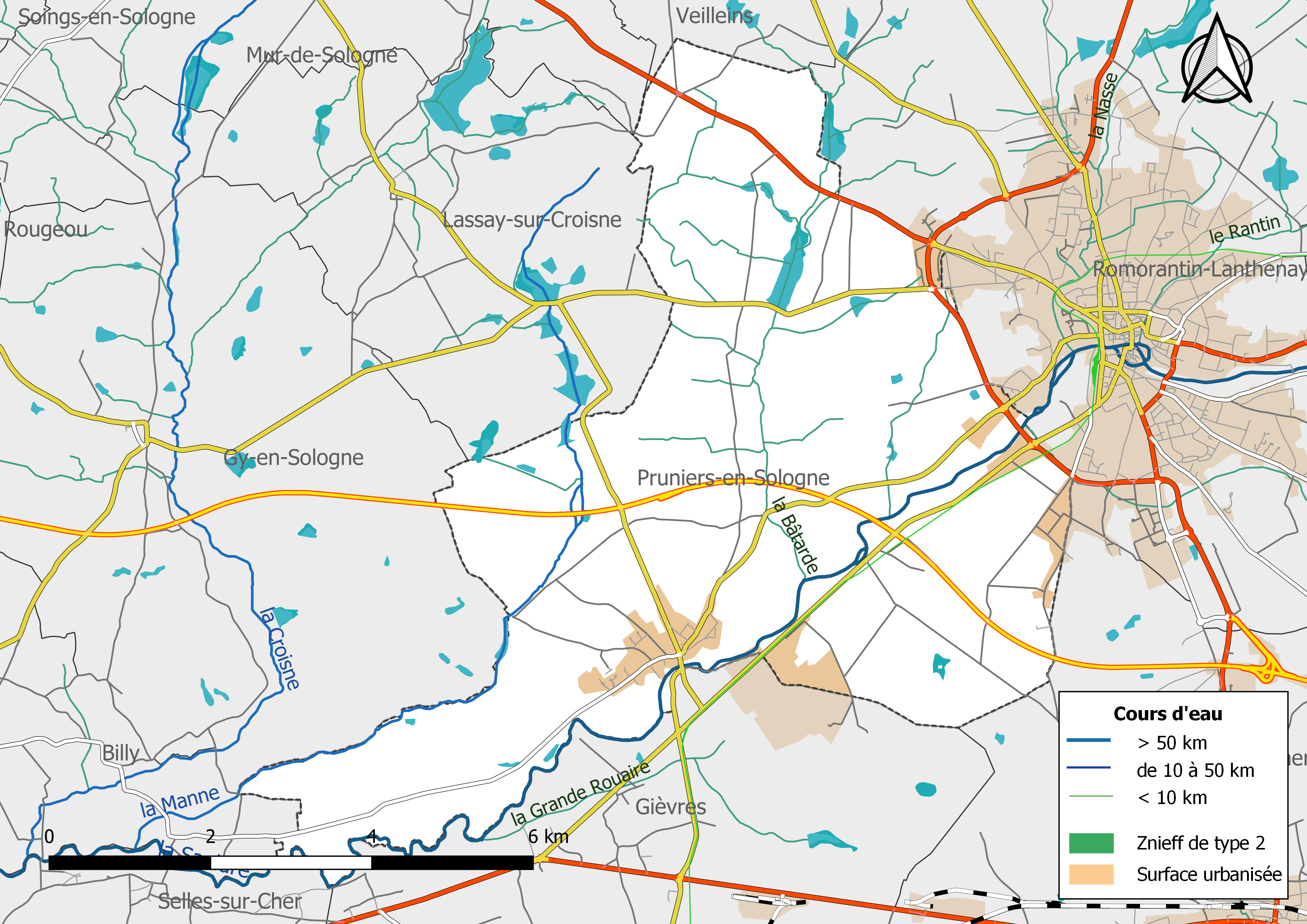
Carte des ZNIEFF de type 2 localisées dans la commune[Note 3].
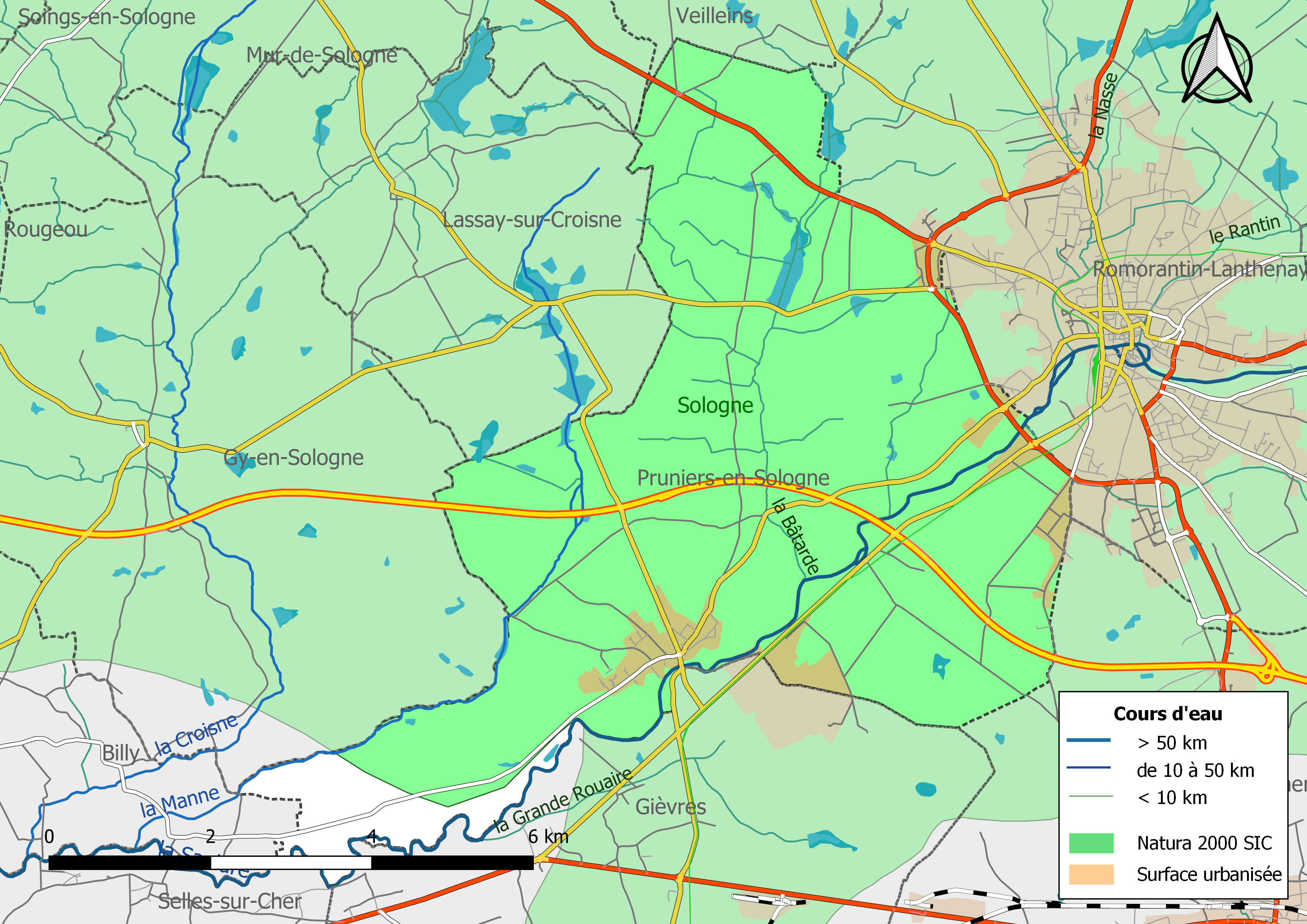
Carte du site Natura 2000 de type SIC localisé dans la commune.

## Urbanisme

### Typologie
Au 1er janvier 2024, Pruniers-en-Sologne est catégorisée bourg rural, selon la nouvelle grille communale de densité à sept niveaux définie par l'Insee en 2022.
Elle est située hors unité urbaine. Par ailleurs la commune fait partie de l'aire d'attraction de Romorantin-Lanthenay, dont elle est une commune de la couronne,. Cette aire, qui regroupe 29 communes, est catégorisée dans les aires de moins de 50 000 habitants,.

### Occupation des sols
L'occupation des sols est marquée par l'importance des espaces agricoles et naturels (96,8 %). La répartition détaillée ressortant de la base de données européenne d'occupation biophysique des sols Corine Land Cover millésimée 2012 est la suivante :
terres arables (11,6 %),
cultures permanentes (0,6 %),
zones agricoles hétérogènes (15,4 %),
prairies (3,5 %),
forêts (65,2 %),
milieux à végétation arbustive ou herbacée (0,7 %),
zones urbanisées (1 %),
espaces verts artificialisés non agricoles (0,5 %),
zones industrielles et commerciales et réseaux de communication (1,7 %),
eaux continentales (0,5 %).

### Planification
En matière de planification, la commune disposait en 2017 d'un plan local d'urbanisme approuvé. Par ailleurs, à la suite de la loi ALUR (loi pour l'accès au logement et un urbanisme rénové) de mars 2014, un plan local d'urbanisme intercommunal couvrant le territoire de la communauté de communes du Romorantinais et du Monestois a été prescrit le 14 décembre 2015.

### Habitat et logement
Le tableau ci-dessous présente la typologie des logements à Pruniers-en-Sologne en 2016 en comparaison avec celle du Loir-et-Cher et de la France entière. Une caractéristique marquante du parc de logements est ainsi la faible proportion des résidences secondaires et logements occasionnels (7,6 %) par rapport au département (18 %) et à la France entière (9,6 %). Concernant le statut d'occupation de ces logements, 74,8 % des habitants de la commune sont propriétaires de leur logement (73,7 % en 2011), contre 68,1 % pour le Loir-et-Cher et 57,6 pour la France entière.
|                                                         | Pruniers-en-Sologne | Loir-et-Cher | France entière |
| ------------------------------------------------------- | ------------------- | ------------ | -------------- |
| Résidences principales (en %)                           | 81,0                | 74,5         | 82,3           |
| Résidences secondaires et logements occasionnels (en %) | 7,6                 | 18           | 9,6            |
| Logements vacants (en %)                                | 11,4                | 7,5          | 8,1            |

### Risques majeurs
Le territoire communal de Pruniers-en-Sologne est vulnérable à différents aléas naturels : inondations (par débordement de la Sauldre), climatiques (hiver exceptionnel ou canicule), feux de forêts, mouvements de terrains ou sismique (sismicité très faible)8 avril 20208 avril 2020
Il est également exposé à un risque technologique : le transport de matières dangereuses,.

#### Risques naturels

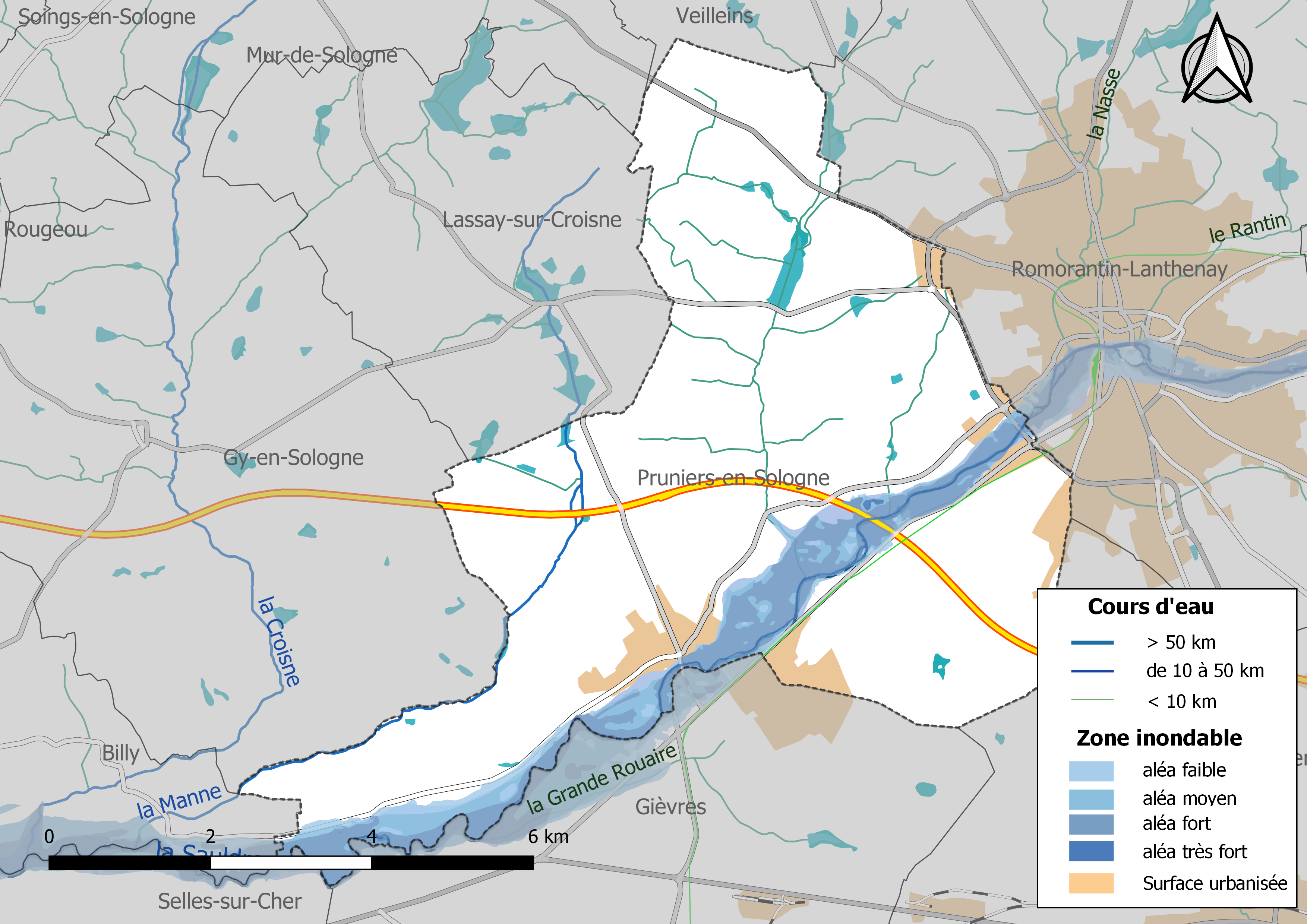
Zones inondables de la commune de Pruniers-en-Sologne.

Les mouvements de terrains susceptibles de se produire dans la commune sont liés au retrait-gonflement des argiles. Le phénomène de retrait-gonflement des argiles est la conséquence d'un changement d'humidité des sols argileux. Les argiles sont capables de fixer l'eau disponible mais aussi de la perdre en se rétractant en cas de sécheresse. Ce phénomène peut provoquer des dégâts très importants sur les constructions (fissures, déformations des ouvertures) pouvant rendre inhabitables certains locaux. La carte de zonage de cet aléa peut être consultée sur le site de l'observatoire national des risques naturels Georisques.
Les crues de la Sauldre sont bien moins importantes que celles de la Loire, du Cher ou du Loir mais peuvent causer des dégâts aux enjeux exposés. Les crues historiques sont celles de 1770 (7 victimes) et de 1910 (3,30 m à Romorantin-Lanthenay au Bourgeau). Le débit maximal historique est de 280 m3/s et caractérise une crue de retour centennal. Le risque d'inondation est pris en compte dans l'aménagement du territoire de la commune par le biais du Plan de prévention du risque inondation (PPRI) de la Sauldre.

#### Risques technologiques
Le risque de transport de marchandises dangereuses dans la commune est lié à sa traversée par une route à fort trafic et une canalisation de transport de gaz. Un accident se produisant sur de telles infrastructures est en effet susceptible d'avoir des effets graves au bâti ou aux personnes jusqu'à 350 m, selon la nature du matériau transporté. Des dispositions d'urbanisme peuvent être préconisées en conséquence.

## Toponymie
Le nom de la commune dérive du latin prunus, en référence aux nombreux pruniers traditionnellement plantés sur son territoire.
La seconde partie fait honneur à sa région naturelle, la Sologne.
C'est fin 1982 que la commune adopta son nom actuel, Pruniers-en-Sologne, en vertu du décret du 29 décembre de la même année.

## Histoire

### Révolution française et Empire

#### Nouvelle organisation territoriale
Le décret de l'Assemblée nationale du 12 novembre 1789 décrète qu'« il y aura une municipalité dans chaque ville, bourg, paroisse ou communauté de campagne ». Avec le décret de la Convention nationale du 10 brumaire an II (31 octobre 1793), la paroisse de Pruniers devient formellement « commune de Pruniers »,.
En 1790, dans le cadre de la création des départements, la municipalité est rattachée au canton de Selles et au district de Romorantin. Les cantons sont supprimés, en tant que découpage administratif, par une loi du 26 juin 1793, et ne conservent qu'un rôle électoral, permettant l'élection des électeurs du second degré chargés de désigner les députés,. La Constitution du 5 fructidor an III, appliquée à partir de vendémiaire an IV (1795) supprime les districts, considérés comme des rouages administratifs liés à la Terreur, mais maintient les cantons qui acquièrent dès lors plus d'importance en retrouvant une fonction administrative. Enfin, sous le Consulat, un redécoupage territorial visant à réduire le nombre de justices de paix ramène le nombre de cantons en Loir-et-Cher de 33 à 24. Pruniers est alors rattachée au canton de Romorantin et à l'arrondissement de Blois par arrêté du 5 vendémiaire an X (26 septembre 1801),,. Cette organisation va rester inchangée pendant près de 150 ans.

### XXesiècle
Un camp d'aviation est établi à Pruniers au début de la Seconde Guerre mondiale. Il est bombardé et ses installations détruites par la Luftwaffe, le 25 mai 1940, malgré la défense de chasseurs pilotés par des volontaires polonais.

## Politique et administration

### Liste des maires
| Période                                  | Période   | Identité             | Étiquette    | Qualité                                 |
| ---------------------------------------- | --------- | -------------------- | ------------ | --------------------------------------- |
| Les données manquantes sont à compléter. |           |                      |              |                                         |
| 1900                                     | 1913      | André Gourdet        |              | Cultivateur                             |
| 1913                                     | 1919      | Augustin Gourdet     |              |                                         |
| 1919                                     | 1925      | Jean Amelot          |              | Vigneron                                |
| 1925                                     | 1935      | Eugéne Delaloi       |              | Cabaretier                              |
| 1935                                     | 1945      | Eugène Sarton        |              | Cultivateur                             |
| 1945                                     | mars 1977 | Daniel Bisson        |              | Minotier                                |
| mars 1977                                | mars 1983 | Jean-Claude Bourgait | DVG          | Contrôleur de gestion                   |
| mars 1983                                | mars 2008 | Jean-Marie Bisson    | DVD puis UMP | Minotier Conseiller général (1992-2015) |
| mars 2008                                | mars 2014 | Christiane Marino    | DVD          | Fonctionnaire dans l'armée de l'air     |
| mars 2014                                | mars 2020 | Claude Thérèze       | UMP-LR       | Retraité                                |
| mars 2020                                | En cours  | Aurélien Bertrand    | LR           | Avocat                                  |

## Équipements et services

### Eau et assainissement
L'organisation de la distribution de l'eau potable, de la collecte et du traitement des eaux usées et pluviales relève des communes. La compétence eau et assainissement des communes est un service public industriel et commercial (SPIC).

#### Alimentation en eau potable
Le service d'eau potable comporte trois grandes étapes : le captage, la potabilisation et la distribution d'une eau potable conforme aux normes de qualité fixées pour protéger la santé humaine. En 2019, la commune est membre du syndicat intercommunal d'adduction d'eau potable de Gievres Pruniers-en-Sologne qui assure le service en le délégant à une entreprise privée, Veolia dont le contrat arrive à échéance le 31 décembre 2033.

#### Assainissement des eaux usées
En 2019, la commune de Pruniers-en-Sologne gère le service d'assainissement collectif en régie directe, c'est-à-dire avec ses propres personnels, avec le statut de régie à autonomie financière.
Deux stations de traitement des eaux usées sont en service au 1er janvier 2019 sur le territoire communal :
- « Chemin Des Vignes », un équipement utilisant la technique de l'aération par boues activées, avec prétraitement et déphosphatation physico-chimique, dont la capacité est de 2 800 EH, mis en service le 1er janvier 1981[66] ;
- « La Brigaudiere », un équipement utilisant la technique de l'aération par boues activées, dont la capacité est de 530 EH[67].

### Sécurité, justice et secours
La sécurité de la commune est assurée par la brigade de gendarmerie de Selles-sur-Cher qui dépend du groupement de gendarmerie départementale de Loir-et-Cher installé à Blois.
En matière de justice, Pruniers-en-Sologne relève du conseil de prud'hommes de Blois, de la Cour d'appel d'Orléans (juridiction de Blois), de la Cour d'assises de Loir-et-Cher, du tribunal administratif de Blois, du tribunal de commerce de Blois et du tribunal judiciaire de Blois.

## Population et société

### Démographie

#### Évolution démographique
L'évolution du nombre d'habitants est connue à travers les recensements de la population effectués dans la commune depuis 1793. Pour les communes de moins de 10 000 habitants, une enquête de recensement portant sur toute la population est réalisée tous les cinq ans, les populations de référence des années intermédiaires étant quant à elles estimées par interpolation ou extrapolation. Pour la commune, le premier recensement exhaustif entrant dans le cadre du nouveau dispositif a été réalisé en 2004.

En 2022, la commune comptait 2 281 habitants, en évolution de −5,7 % par rapport à 2016 (Loir-et-Cher : −1,15 %, France hors Mayotte : +2,11 %).
| 1793 | 1800 | 1806 | 1821 | 1831 | 1836 | 1841 | 1846 | 1851 |
| ---- | ---- | ---- | ---- | ---- | ---- | ---- | ---- | ---- |
| 531  | 560  | 623  | 656  | 600  | 663  | 604  | 608  | 732  |

| 1856 | 1861 | 1866 | 1872 | 1876 | 1881 | 1886 | 1891 | 1896  |
| ---- | ---- | ---- | ---- | ---- | ---- | ---- | ---- | ----- |
| 783  | 822  | 909  | 823  | 883  | 900  | 975  | 975  | 1 044 |

| 1901  | 1906  | 1911  | 1921  | 1926  | 1931 | 1936  | 1946 | 1954  |
| ----- | ----- | ----- | ----- | ----- | ---- | ----- | ---- | ----- |
| 1 013 | 1 059 | 1 054 | 1 326 | 1 031 | 989  | 1 014 | 963  | 1 007 |

| 1962 | 1968 | 1975  | 1982  | 1990  | 1999  | 2004  | 2006  | 2009  |
| ---- | ---- | ----- | ----- | ----- | ----- | ----- | ----- | ----- |
| 988  | 890  | 1 102 | 1 556 | 1 992 | 2 128 | 2 249 | 2 305 | 2 285 |

| 2014  | 2019  | 2022  | - | - | - | - | - | - |
| ----- | ----- | ----- | - | - | - | - | - | - |
| 2 418 | 2 319 | 2 281 | - | - | - | - | - | - |

#### Pyramide des âges
La population de la commune est relativement âgée.
En 2018, le taux de personnes d'un âge inférieur à 30 ans s'élève à 29,1 %, soit en dessous de la moyenne départementale (31,3 %). À l'inverse, le taux de personnes d'âge supérieur à 60 ans est de 34,6 % la même année, alors qu'il est de 31,6 % au niveau départemental.
En 2018, la commune comptait 1 183 hommes pour 1 170 femmes, soit un taux de 50,28 % d'hommes, légèrement supérieur au taux départemental (48,55 %).
Les pyramides des âges de la commune et du département s'établissent comme suit.
| Hommes | Classe d’âge | Femmes |
| ------ | ------------ | ------ |
| 0,9    | 90 ou +      | 1,6    |
| 8,4    | 75-89 ans    | 8,1    |
| 25,6   | 60-74 ans    | 24,6   |
| 21,0   | 45-59 ans    | 21,7   |
| 13,7   | 30-44 ans    | 16,1   |
| 14,7   | 15-29 ans    | 11,5   |
| 15,8   | 0-14 ans     | 16,3   |

| Hommes | Classe d’âge | Femmes |
| ------ | ------------ | ------ |
| 1,1    | 90 ou +      | 2,6    |
| 9,2    | 75-89 ans    | 11,9   |
| 19,7   | 60-74 ans    | 20,4   |
| 20,7   | 45-59 ans    | 20     |
| 16,5   | 30-44 ans    | 16,2   |
| 15,2   | 15-29 ans    | 13,2   |
| 17,6   | 0-14 ans     | 15,7   |

### Population active
|                           | Communes | arrondissement | Département |
| ------------------------- | -------- | -------------- | ----------- |
| Population active         | 1.071    | 30.952         | 141.056     |
| Hommes                    | 589      | 16.926         | 76.041      |
| Femmes                    | 482      | 14.026         | 65.015      |
| Personnes ayant un emploi | 978      | 27.160         | 124.327     |
| Salariés                  | 862      | 23.795         | 107.981     |
| non salariés              | 116      | 3.365          | 16.346      |
| Chômeurs                  | 91       | 3.671          | 16.968      |
| taux de chômage(%)        | 8,5      | 11,9           | 11,50       |

## Économie

### Secteurs d'activité
Le tableau ci-dessous détaille le nombre d'entreprises implantées à Pruniers-en-Sologne selon leur secteur d'activité et le nombre de leurs salariés :
|                                                              | total | % com (% dep) | 0 salarié | 1 à 9 salarié(s) | 10 à 19 salariés | 20 à 49 salariés | 50 salariés ou plus |
| ------------------------------------------------------------ | ----- | ------------- | --------- | ---------------- | ---------------- | ---------------- | ------------------- |
| Ensemble                                                     | 179   | 100,0 (100)   | 122       | 44               | 7                | 5                | 1                   |
| Agriculture, sylviculture et pêche                           | 16    | 8,9 (11,8)    | 12        | 4                | 0                | 0                | 0                   |
| Industrie                                                    | 11    | 6,1 (6,5)     | 5         | 5                | 0                | 1                | 0                   |
| Construction                                                 | 31    | 17,3 (10,3)   | 18        | 11               | 2                | 0                | 0                   |
| Commerce, transports, services divers                        | 108   | 60,3 (57,9)   | 80        | 20               | 4                | 3                | 1                   |
| dont commerce et réparation automobile                       | 44    | 24,6 (17,5)   | 31        | 9                | 1                | 3                | 0                   |
| Administration publique, enseignement, santé, action sociale | 13    | 7,3 (13,5)    | 7         | 4                | 1                | 1                | 0                   |
| Champ : ensemble des activités.                              |       |               |           |                  |                  |                  |                     |

Le secteur du commerce, transports et services divers est prépondérant dans la commune (108 entreprises sur 179).
Sur les 179 entreprises implantées à Pruniers-en-Sologne en 2016, 122 ne font appel à aucun salarié, 44 comptent 1 à 9 salariés, 7 emploient entre 10 et 19 personnes.5 emploient entre 20 et 49 personnes.
Au 1er juillet 2017, la commune est classée en zone de revitalisation rurale (ZRR), un dispositif visant à aider le développement des territoires ruraux principalement à travers des mesures fiscales et sociales. Des mesures spécifiques en faveur du développement économique s'y appliquent également.
La base aérienne emploie près de 600 personnes, dont 400 militaires, constituant ainsi le second employeur du canton de Romorantin. Elle comprend le Groupe Entrepôt des Matériels en Approvisionnement (installé depuis 1945), le Centre de Documentation Technique de l'Armée de l'air et le Centre de Vol à voile de l'Armée de l'air (installé depuis 1974), le tout sur 200 hectares à cheval sur Pruniers-en-Sologne, Gièvres et Selles-sur-Cher.

### Agriculture
En 2010, l'orientation technico-économique de l'agriculture dans la commune est la polyculture et le polyélevage. Le département a perdu près d'un quart de ses exploitations en 10 ans, entre 2000 et 2010 (c'est le département de la région Centre-Val de Loire qui en compte le moins). Cette tendance se retrouve également au niveau de la commune où le nombre d'exploitations est passé de 49 en 1988 à 14 en 2000 puis à 12 en 2010. Parallèlement, la taille de ces exploitations augmente, passant de 19 ha en 1988 à 64 ha en 2010.
Le tableau ci-dessous présente les principales caractéristiques des exploitations agricoles de Pruniers-en-Sologne, observées sur une période de 22 ans :
|                                      | 1988                 | 2000                 | 2010                 |
| Dimension économique                 | Dimension économique | Dimension économique | Dimension économique |
| ------------------------------------ | -------------------- | -------------------- | -------------------- |
| Nombre d'exploitations (u)           | 49                   | 14                   | 12                   |
| Travail (UTA)                        | 58                   | 19                   | 17                   |
| Surface agricole utilisée (ha)       | 914                  | 723                  | 765                  |
| Cultures                             |                      |                      |                      |
| Terres labourables (ha)              | 749                  | 580                  | 646                  |
| Céréales (ha)                        | 379                  | 333                  | 326                  |
| dont blé tendre (ha)                 | 35                   | 44                   | 143                  |
| dont maïs-grain et maïs-semence (ha) | 143                  | 84                   | 63                   |
| Tournesol (ha)                       | 21                   |                      | 14                   |
| Colza et navette (ha)                | 0                    |                      | s                    |
| Élevage                              |                      |                      |                      |
| Cheptel (UGBTA)                      | 415                  | 389                  | 384                  |

#### Produits labellisés

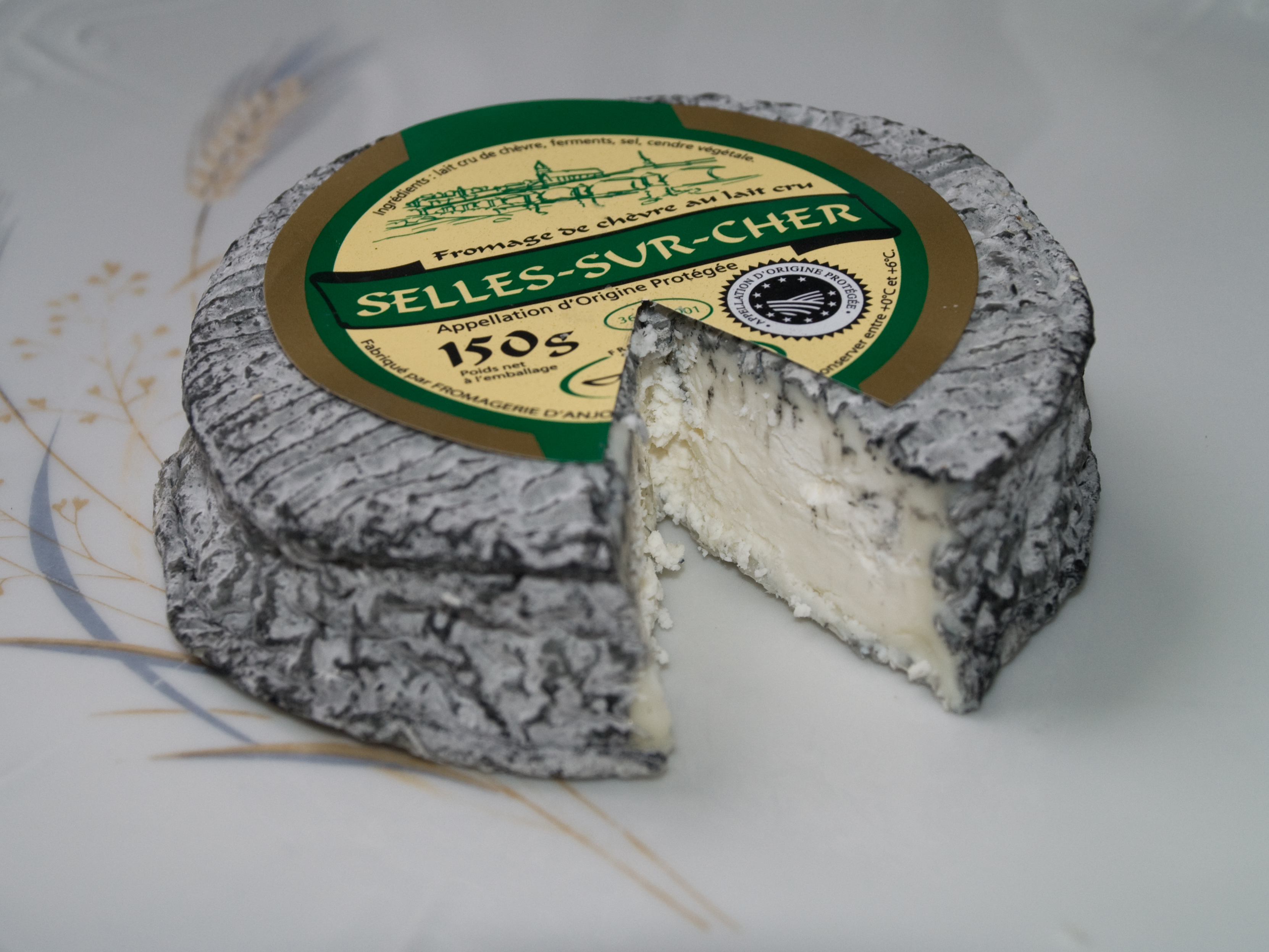
Selles-sur-cher.

La commune de Pruniers-en-Sologne est située dans l'aire de l'appellation d'origine protégée (AOP) d'un produit : un fromage (le Selles-sur-cher) et le Touraine.
Le territoire de la commune est également intégré aux aires de productions de divers produits bénéficiant d'une indication géographique protégée (IGP) : le vin Val-de-loire et les volailles de l’Orléanais,.

## Culture locale et patrimoine

### Lieux et monuments
- La gare de Pruniers.
- La gare des Quatre-Roues.
- Prieuré Saint-Martin.
- Église Saint-Jean-Baptiste.
- Cimetière de l'église.

### Personnalités liées à la commune
- Victor Hugo séjourna quelquefois à La Miltière, propriété acquise par son père en 1823. Son premier fils y mourut et y fut enterré cette même année[90].

### Héraldique
|  | Les armoiries de Pruniers-en-Sologne se blasonnent ainsi : D'argent à la traverse de sinople accompagnée en chef d'un créquier du même fruité de sept tourteaux de gueules et en pointe d'un lion du même couronné d'or. Création Cl. Chevy (1977). |